# 野澤祐樹
野澤 祐樹（のざわ ゆうき、1992年12月30日 - ）は、日本の俳優、タレント。愛称はのんちゃん。
神奈川県出身。STARTO ENTERTAINMENT所属。

## 来歴
2005年6月12日、ジャニーズ事務所に入所。ジャニーズJr.内ユニット・Jr.BOYSとしても活動する。
2009年1月にMis Snow Manが結成され、メンバーに選ばれる。
2011年10月、真田佑馬と共にnoon boyzとして『笑っていいとも!』16代目いいとも青年隊に選ばれる。同月3日から番組終了の2014年3月31日までレギュラー出演した。
2023年8月20日、ジャニーズ事務所公式サイト内に個人としてのアーティストページが作成され、ジャニーズJr.を卒業。
2023年10月18日、ソロで俳優業をメインに活動する8人で「あくたれ」という公式X（旧Twitter）アカウントを開設。翌年2024年6月12日には個人のInstagramも開設した。

## 出演

### 映画
- 親指さがし（2006年8月26日公開）[9]- 沢武（幼少） 役
- HOT SNOW（2011年）- グループ主演・山口徳昭 役

### テレビドラマ
- 先生はエライっ!（2008年4月12日、日本テレビ）- 綿瀬川光輝 役
- Piece（2012年10月6日 - 12月29日、日本テレビ）- 菅原勇 役[10]
- 水曜ミステリー9「特命おばさん検事! 花村絢乃の事件ファイル」（2012年12月26日、テレビ東京）- 戸田ツトム 役[11]
- 心療中-in the Room-（2013年1月12日 - 3月30日、日本テレビ）- 長谷川温人 役

### バラエティ
- テストの花道（2010年 - 2011年、NHK教育テレビ）
- アドリブTHEATER（2023年10月19日、11月16日、12月21日、MUSIC ON! TV）[12]
  - アドリブTHEATER＜#特別編＞（2024年3月21日、MUSIC ON! TV）[13]

### 舞台
- 銀河英雄伝説 第四章 後篇 激突（2014年2月12日 - 3月2日、青山劇場） - ベルンハルト・フォン・シュナイダー 役[14]
- ジャニーズ銀座
  - ジャニーズ銀座 2014（2014年5月9日 - 11日〔ジャニーズJr. Part1〕、28日・29日〔ジャニーズJr. Part2〕、シアタークリエ）[15]
  - ジャニーズ銀座 2015（2015年5月23日　-　25日、シアタークリエ）[16]
- 『SHOCK』シリーズ
  - Endless SHOCK 15th Anniversary（2015年2月3日 - 3月31日、帝国劇場[17] / 9月8日 - 30日、梅田芸術劇場 / 10月7日 - 31日、博多座）
  - Endless SHOCK 2016（2016年2月4日 - 3月31日、帝国劇場）[18]
- 放課後の厨房男子（2018年10月18日 - 11月4日、博品館劇場） - 如月達也 役[19]
  - 放課後の厨房男子 リターンマッチは恋の味 篇（2019年11月1日 - 5日、日経ホール / 11月27日 - 12月8日、博品館劇場 /  11月23日・24日、松下IMPホール）[20]
  - 放課後の厨房男子 まかない飯とShall we dance? 篇（2020年10月31日 - 11月4日、日経ホール / 11月6日 - 8日、松下IMPホール / 11月18日 - 29日、紀伊國屋サザンシアター TAKASHIMAYA）[21]
- HEY!ポール!（2019年7月18日 - 21日、草月ホール）[22]
- 野暮兄弟と小狐ちゃん（2021年1月14日 - 17日、紀伊國屋サザンシアター TAKASHIMAYA） - 主演・謎の女/ある男/狂言回し（3役）（稲葉光・冨岡健翔・福士申樹とのカルテット主演）[23][24]
- 舞台 真・三國無双 〜荊州争奪戦IF〜（2021年9月3日 - 8日、EX THEATER ROPPONGI） - 張遼 役[25]
- BORN 2 DIE（2021年11月3日 - 8日、よみうり大手町ホール / 11月17日 - 12月1日、博品館劇場 / 12月4・5日、松下IMPホール）[26] - ビビンバ 他 役[27]
- 僕らの深夜高速2021（2021年12月15日 - 20日、草月ホール）[28]
- 冤罪執行遊戯ユルキル the stage（2022年4月23日 - 5月1日、ニッショーホール） - 山田雷太 役[29]
- 隅田川ヤングロード物語 〜嗚呼！そりゃあいけねえぜ！〜（2022年10月22日 - 30日、ヒューリックホール東京 / 11月12日 - 18日、よみうり大手町ホール / 11月26日・27日、松下IMPホール） - 加藤花形 役[30]
  - 隅田川ヤングロード物語 〜嗚呼！青春はマサラの香り！〜（2024年1月25日 - 2月4日、サンシャイン劇場 / 2月10日、アステールプラザ（大ホール） / 2月17日・18日、名古屋市公会堂 / 2月24日・25日、COOL JAPAN PARK OSAKA WWホール）
- 騙っちゅーの！（2023年3月1日 - 5日、シアターサンモール）[31]
- 『ダブルブッキング！』-2023- 〜2劇場同時上演！〜『両方の劇場に出て何が悪いんだよ！』（2023年7月13日 - 23日、新宿シアタートップス・紀伊國屋ホール） - 主演・柏木幸太郎 / 星川光 役（※2劇場同時上演）[32]
- ミュージカル『もう一度抱きしめて』（2025年1月29日 - 2月2日〈予定〉、博品館劇場） - 井生新汰 役[33]

### コンサート
- ガムシャラ J's Party!! Vol.4（2014年5月13日・14日、EXシアター六本木）[34]
- ジャニーズJr.8・8祭り 〜東京ドームから始まる〜（2019年8月8日、東京ドーム）[35]

### CM
- 東日本電信電話「フレッツ光」（2006年）[9]
- AOKI「フレッシャーズスーツ」（2012年3月）[36]